# Eocronartium
Eocronartium är ett släkte av svampar. Enligt Catalogue of Life ingår Eocronartium i familjen Eocronartiaceae, ordningen Platygloeales, klassen Pucciniomycetes, divisionen basidiesvampar och riket svampar, men enligt Dyntaxa är tillhörigheten istället familjen Platygloeaceae, ordningen Ustilaginales, klassen Tremellomycetes, divisionen basidiesvampar och riket svampar.
| Eocronartium | \| \| Eocronartium muscicola \| \| \| \| |
|              | \| \| Eocronartium muscicola \| \| \| \| |
|              | Herpobasidium                            |
|              |                                          |
|              | Platycarpa                               |
|              |                                          |
|              | Jola                                     |
|              |                                          |
|              | Ptechetelium                             |
|              |                                          |
|              | Eocronartium muscicola                   |
|              |                                          |

|  | Eocronartium muscicola |
|  |                        |